# Mark Petrie
Mark Petrie (* 20. Mai 1979 in Auckland, Neuseeland) ist ein neuseeländischer Komponist für Film-, Fernseh- und Computerspielmusik.

## Frühes Leben und Einflüsse
Petrie ist in Auckland, Neuseeland geboren und dort aufgewachsen. Er begann seine frühe musikalische Ausbildung während des achtjährigen Studiums an der Dilworth School, wo er Klavier und Komposition studierte. Nachdem er ein Stipendium für das Film-Scoring am Berklee College of Music in Boston, MA, erhalten hatte, zog er in die Vereinigten Staaten und absolvierte einen Abschluss in Filmmusik.

## Künstlerische Arbeit
Nach seinem Abschluss am Berklee College of Music erhielt Petrie den Pete Carpenter Film Composing Fellow von der BMI Foundation.
Er zog nach Los Angeles, um unter der Leitung des Grammy-prämierten Komponisten Mike Post zu arbeiten. Dann begann er für Fernsehprogramme und Independent-Filme zu schreiben. Im Jahr 2007 arbeitete er mit PostHaste Music zusammen, um Musik für Trailer zu komponieren. Petrie ist in seinen Kompositionen dafür bekannt, „zeitgenössische Elemente über episches Orchesterschreiben zu verbreiten“ (Output.com).

## Filmografie

### Trailermusik
- 2011: Green Lantern, Mission Impossible: Ghost Protocol, Sherlock Holmes: A Game of Shadows
- 2012: Lockout, Life of Pi, The Twilight Saga: Breaking Dawn Part 2, The Hobbit: An Unexpected Journey
- 2013: Oz the Great and Powerful, Jack the Giant Slayer, Oblivion
- 2014: Noah, Guardians of the Galaxy, Into the Storm, Selma
- 2015: Insurgent, Tomorrowland, The Walk
- 2016: The Fifth Wave, The Finest Hours, Zoolander 2, The Last King, Allegiant, Command and Control, Alice Through the Looking Glass, The BFG, Blood Father, The Secret Life of Pets, Independence Day: Resurgence, Deepwater Horizon, Miss Peregrine’s Home for Peculiar Children, Overwatch

### Filmmusik
- 2002: Minimal Knowledge
- 2003: Cafe and Tobacco, Cog, Wasted, A Stranger Within
- 2004: Once Upon a Jedi, Mums Behind Bars, Two Women and Two Babies, O Destino
- 2005: Swamper, Without You, Thug
- 2006: The Sand Creek Massacre, Knife Shift, A Different Light, The Naked Ape, Dumpster Diver, Blame Falls
- 2007: The Road to Empire, Jay and Seth Versus the Apocalypse, Lake Dead: Behind the Scenes, Mr. Blue Sky, Lake Dead, Polly and Marie, Watching the Detectives
- 2008: Valley of Angels, The Tell Tale Heart, Johnny Appleweed, A 1000 Points of Light, Apron Strings, Pittsburgh Passion, Farmhouse, Black, Knocked Down
- 2009: Tender as Hellfire, Mortal Kombat, The Rift, No Strings Attached
- 2010: Officer Down, Native Time, God’s Fools, El Dorado, Play On, Kill’s Hollow, Wrong Side of Town, Some Days Are Better Than Others, Cool It
- 2011: Kin, Constitutional Literacy with Michael Farris, The Repressed, Cast Alaska, Love Eterne
- 2012: A Dangerous Place, Kyren and the Mysterious World of Sight, Three Paces Flat, The Backpack, Unconditional, Future Hope
- 2013: DICE Awards Intro Film, Strangers, Side Effects, This Is the End
- 2014: The Calling
- 2016: Razor

### Computerspiele
- 2014: Madden NFL
- 2016: Overwatch, Madden NFL 16
- 2017: Madden NFL 17